# Пам'ятай про газ — не купуй російських товарів!
«Пам'ятай про газ — не купуй російських товарів!» — громадянська кампанія бойкоту російських товарів в Україні, яка виникла як реакція на політичний тиск Російської Федерації на Україну в газовому конфлікті 2005—2006 років. Кампанія почалась у грудні 2005 року, ймовірно з розклеювання листівок невідомими активістами у Кропивницькому (Кіровоград у 2005). Після розголосу ідею одразу підхопили інші громадські та політичні середовища. Активні дії в рамках кампанії тривали переважно під час українсько-російських газових конфліктів 2005—2006 та 2008–2009 років.

## Хід подій

### 2005 рік
У грудні 2005 року, в розпал українсько-російського газового конфлікту, невідомі активісти в Кропивницькому масово поширили листівки із написами «пам'ятай про газ», «не купуй російських товарів» і із зображенням газової труби. Новину про це поставило інтернет-видання «Весь Кіровоград». 22 грудня та найближчими днями новину перепостили декілька видань. 22 грудня її поставили на сайт «Майдан» активісти Альянсу «Майдан». А вже 23 грудня на сайті з'явилась новина із закликами бойкотувати російські товари, а також — друкувати та поширювати листівки, наліпки, надсилати СМС-повідомлення та листи з електронних пошт із такими закликами. За свідченнями активістів, 24 грудня новину передрукували більшість новинних сайтів України, а пізніше і Росії, після чого кампанія набула розголосу та популярності.

### 2006 рік
4 січня 2006 року в Рівному громадський рух «Чиста Україна» та партія Народний Союз «Наша Україна» презентували загальнонаціональну ініціативу «Шантажу — ні! Незалежності — так!» З-поміж іншого, на прес-конференції оголосили про початок першого загальнонаціонального бойкоту російських товарів.
4 січня 2006 року на Хрещатику в Києві активісти провели першу акцію із закликами не купувати російське. Молодих людей підтримала співачка Марія Бурмака.
На початку січня 2006 року бойкотувати російські товари закликала «Українська національна асамблея».

### 2009 рік
1 січня 2009 року під час нового українсько-російського газового конфлікту Російська Федерація припинила постачання природного газу в Україну, повністю перекривши газотранспортну трубу. Цього ж дня ввечері активісти Альянсу «Майдан» через інтернет поширили заклик до бойкоту російських товарів, пригадавши при тому досвід кампанії у 2005—2006 роках. Дії російської влади щодо України вони назвали газовим рекетом:

| «Вчергове в перші дні Нового року Москва та її «Газпром» розпочинають газовий рекет проти України. Але у кожного українця також є важелі впливу на агресивного сусіда: НЕ СПОЖИВАТИ вироблену ним продукцію!» |
У січні 2009 року ідею підхопили декілька громадських середовищ. Зокрема, до бойкоту російських товарів закликали під час акцій проти політики Росії щодо України в Києві та Львові.

## Галерея

Перша листівка, поширена невідомими активістами в Кропивницькому
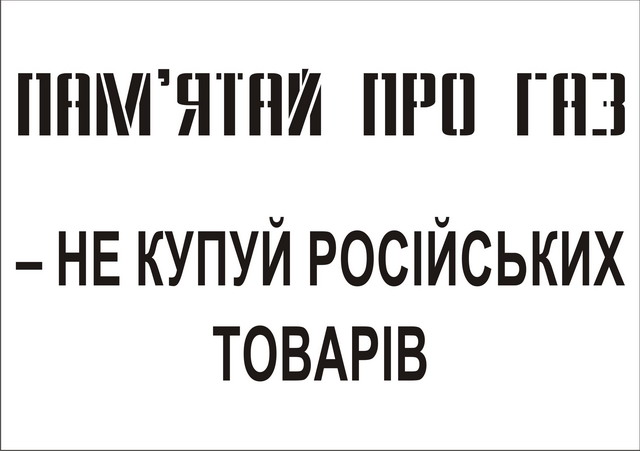
Одне із зображень, які використовували активісти під час кампанії
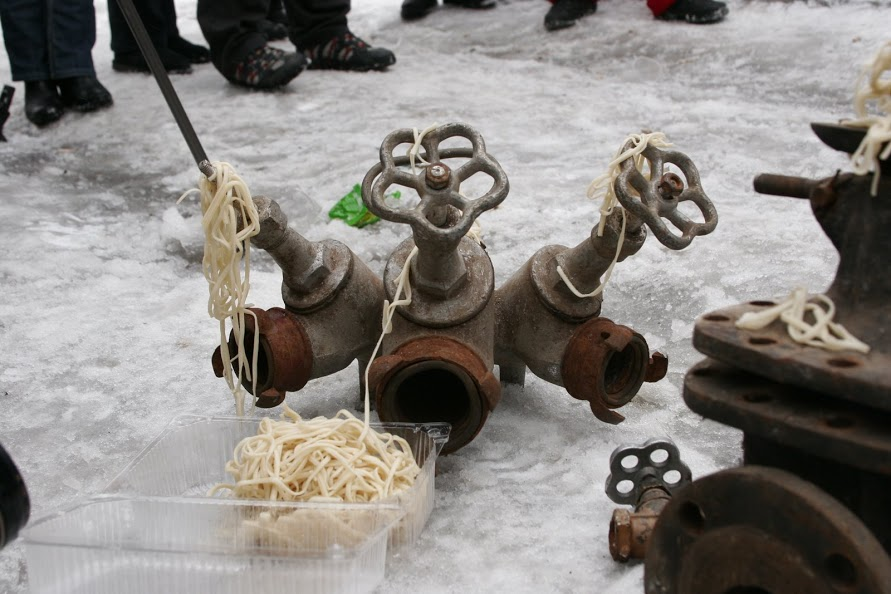
На акції під посольством Росії у Києві, 17 січня 2009 року
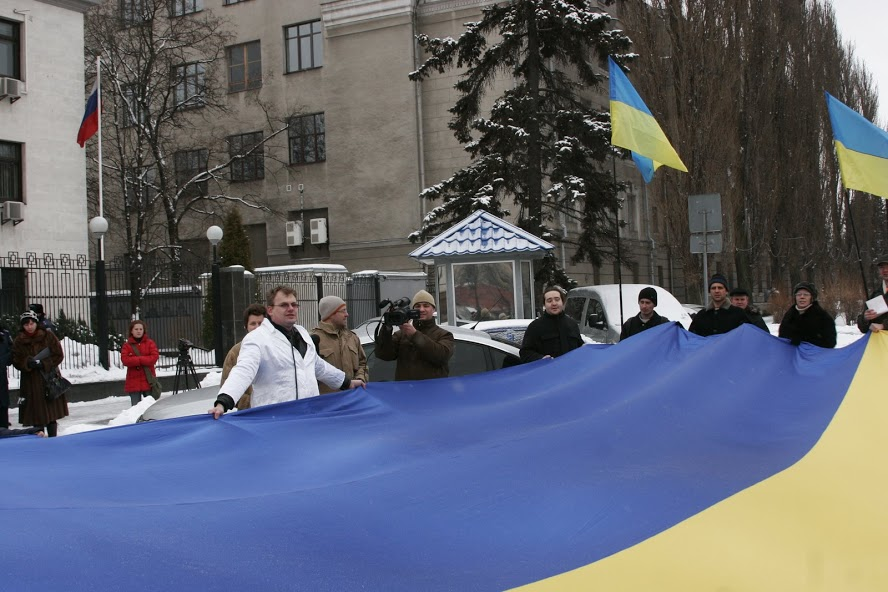
На акції під посольством Росії у Києві, 17 січня 2009 року

## Реакції
- У грудні 2005 року Володимир Литвин заявив, що не став би надсилати своїм друзям СМС із текстом «Пам'ятай про газ — не купуй російських товарів», бо вважає, що це розпалюватиме міжнаціональну ворожнечу.[18]
- У 2006 році науковці Інституту держави і права імені В. М. Корецького НАН України висловились про те, що кампанія спричинила посилення агітації Партії регіонів та Віктора Януковича під час передвиборчої кампанії парламентських виборів 2006 року за запровадження російської мови як другої державної в Україні, а також за тіснішу інтеграцію України з Росією в межах Єдиного економічного простору.[19]
- Після розклеювання листівок у Кропивницькому невідомими активістами декілька продуктових магазинів у місті припинили замовляти російський шоколад та пиво «Балтика».[1]
- За свідченням активістів, на початку 2006 року Духовне управління буддистів України «Ньінгма в Україні» своїм рішенням підтримало бойкот російських товарів. На своєму сайті вони нібито вивісили банер «Не купуй російських товарів!»[20]

## Оцінки
На думку історика Ярослава Сватка, яку він висловив у лютому 2006 року, кампанія стала неочікуваною для російської влади та призвела до несподіваних для неї наслідків: стихійне, нецентралізоване поширення в суспільстві ідеї відокремлення українських інтересів від російських.

## Назва
Від початку кампанії назва пішла від фраз «пам'ятай про газ» і «не купуй російських товарів», ймовірно з листівки, яку поширили у Кропивницькому невідомі активісти. Її використали активісти Альянсу «Майдан» у вигляді «Пам'ятай про газ — не купуй російських товарів!» Саме в такому вигляді фраза набула найбільшого поширення, зокрема через ЗМІ. Однак також широко використовувалась фраза «Пам'ятай про газ — не купуй російських товарів» (без знаку оклику). У 2009 році також використовувався варіант «Пам'ятай про газ! Не купуй російське!», а також інші похідні форми.

## Наступники
У серпні 2013 року як реакція на експортну блокаду України Росією виникла громадська кампанія зі схожими назвою та ідеєю. Згодом вона набула широкого розголосу та поширення в Україні, отримала назву «Не купуй російське!» Пізніше із цієї кампанії виокремилась ще одна — «Бойкот російського кіно».